# 大江西站
大江西站是位于云南省大理市凤仪镇江西村的一个铁路车站，邮政编码671005。车站建于2000年，有广大铁路经过该站，现仅办理货运，不办理客运业务，车站及其上下行区间均未电气化。车站距离广通站197公里，隶属昆明铁路局，是四等站。